# Mosquiter fosc
El mosquiter fosc (Phylloscopus fuscatus) és una espècie d'ocell de la família dels fil·loscòpids (Phylloscopidae). Habita garrigues i boscos poc densos del sud de Sibèria, des del Massís de l'Altai cap a l'est fins Txukotka, nord de Primórie i Sakhalín, Mongòlia, nord-est i centre de la Xina i Tibet. Passa l'hivern al sud de la Xina, nord de l'Índia, Taiwan i Indoxina. El seu estat de conservació es considera de risc mínim.